# Публий Силий
Вижте пояснителната страница за други личности с името Публий Силий.
Публий Силий (на латински: Publius Silius) e политик и сенатор на ранната Римска империя.

## Биография
Произлиза от фамилията Силии, чийто клон Нерва (Silii Nervae) e приет по време на Август в патрициианското съсловие. Вероятно е син на Копония и Публий Силий Нерва (консул 20 пр.н.е.), който се хранел често с Август и играел с него на зарове. Публий Силий е брат на Авъл Лициний Нерва Силиан (консул 7 г.) и на Гай Силий Авъл Цецина Ларг (консул 13 г.) от втория брак на баща му с Цециния, който е и добър приятел с Германик.
През 2 г. той е военен трибун в Тракия и Македония заедно с историка Велей Патеркул. Става суфектконсул през 3 г. заедно с Луций Волузий Сатурнин.